# Idrieus
Idrieus est un satrape de Carie, membre de la dynastie des Hécatomnides, qui règne entre 351 et 344 av. J.-C. sous la suzeraineté des souverains achéménides.
Deuxième fils d'Hécatomnus et frère du célèbre Mausole et d'Artémise, il accède au pouvoir en 351 av. J.-C. après la mort de sa sœur Artémise. Il a épousé sa seconde sœur Ada, qui lui a succédé à sa mort en 344 av. J.-C.
Peu de temps après son accession au pouvoir, le roi des Perses, Artaxerxes III, lui demanda de fournir des armes et des troupes en vue de la prise de Chypre. Idrieus s'exécuta.
Il équipa une flotte de 40 trirèmes et assembla une armée de 8 000 soldats mercenaires sous le commandement d'Evagoras et du général athénien Phocion. C'est le seul événement notoire enregistré durant son règne.
Le fait qu'Idrieus fut un constructeur actif est attesté à Halicarnasse, car c'est lui qui serait supposé avoir terminé le fameux mausolée, tombe de son frère Mausole.